# Sophie and the Giants
 (septembre 2022).
La mise en forme du texte ne suit pas les recommandations de Wikipédia : il faut le « wikifier ».
Les points d'amélioration suivants sont les cas les plus fréquents. Le détail des points à revoir est peut-être précisé sur la page de discussion.
- Les titres sont pré-formatés par le logiciel. Ils ne sont ni en capitales, ni en gras.
- Le texte ne doit pas être écrit en capitales (les noms de famille non plus), ni en gras, ni en italique, ni en « petit »…
- Le gras n'est utilisé que pour surligner le titre de l'article dans l'introduction, une seule fois.
- L'italique est rarement utilisé : mots en langue étrangère, titres d'œuvres, noms de bateaux, etc.
- Les citations ne sont pas en italique mais en corps de texte normal. Elles sont entourées par des guillemets français : « et ».
- Les listes à puces sont à éviter, des paragraphes rédigés étant largement préférés. Les tableaux sont à réserver à la présentation de données structurées (résultats, etc.).
- Les appels de note de bas de page (petits chiffres en exposant, introduits par l'outil «  Source ») sont à placer entre la fin de phrase et le point final[comme ça].
- Les liens internes (vers d'autres articles de Wikipédia) sont à choisir avec parcimonie. Créez des liens vers des articles approfondissant le sujet. Les termes génériques sans rapport avec le sujet sont à éviter, ainsi que les répétitions de liens vers un même terme.
- Les liens externes sont à placer uniquement dans une section « Liens externes », à la fin de l'article. Ces liens sont à choisir avec parcimonie suivant les règles définies. Si un lien sert de source à l'article, son insertion dans le texte est à faire par les notes de bas de page.
- La présentation des références doit suivre les conventions bibliographiques. Il est recommandé d'utiliser les modèles {{Ouvrage}}, {{Chapitre}}, {{Article}}, {{Lien web}} et/ou {{Bibliographie}}. Le mode d'édition visuel peut mettre en forme automatiquement les références.
- Insérer une infobox (cadre d'informations à droite) n'est pas obligatoire pour parachever la mise en page.

Pour une aide détaillée, merci de consulter Aide:Wikification.
Si vous pensez que ces points ont été résolus, vous pouvez retirer ce bandeau et améliorer la mise en forme d'un autre article.
Sophie and the Giants, parfois abrégé en SATG, est un groupe de musique anglais fondé à Sheffield en 2015.

## Histoire

### Formation et premières années (2015-2018)
Le groupe a été fondé par la chanteuse Sophie Scott. Initialement, le groupe était composé d'amis musiciens amateurs cherchant juste à s'entrainer, mais au printemps 2017. Sophie Scott intègre trois camarades du Guildford Music College: le batteur Chris Hill, le bassiste Bailey Stapledon et le guitariste Toby Holmes,, pour "prendre cela plus au sérieux et être comme un vrai groupe".
Ils déménagent ensuite à Sheffield, où ils commencent à se produire en concert, mélangeant des reprises de Supertramp et de Chris Isaak avec des chansons de leur composition. Leur premier single, Monsters, sort en avril 2018 suivi de l'EP Adolescence en octobre, qui comprend les titres Bulldog, Space Girl et Waste My Air.

### Succès (de 2019 à aujourd'hui)
Début 2019, SATG joue pour BBC Radio Sheffield, puis ils sortent leur nouveau single The Light, le 15 mars. Ce morceau a été choisi par Codemasters pour la bande-annonce du jeu de course à venir Grid. La chanson a également été utilisée par Vodafone pour une publicité en Allemagne.
Début juin 2019, Antonia Pooles remplace Stapledon dans le groupe. Plus tard dans l'été, le groupe joue aux Festivals de Reading et de Leeds et au de Festival de Glastonbury,. Un nouveau single, Break the Silence, sort en août, suivi de Runaway en novembre. En décembre, SATG joue à nouveau pour BBC Radio Sheffield, cette fois-ci en direct des Studios Maida Vale.
Début 2020, SATG a travaillé avec le DJ allemand Purple Disco Machine sur la chanson Hypnotized, sortie le 8 avril, dans un style inspiré de l'Italo disco. Hypnotized a connu un grand succès dans toute l'Europe, notamment en Italie, où il a obtenu trois disques de platine ; il a été suivi , en février 2021, du nouveau single Right Now,. Sophie and the Giants a collaboré avec le chanteur italien Michele Bravi sur le titre "Falene", sur laquelle Sophie chante en italien. La chanson est sortie le 18 juin chez Universal Music.

## Membres
Composition actuelle
- Sophie Scott - chant (2015-aujourd'hui)
- Antonia Pooles - basse (2019-aujourd'hui)
- Toby Holmes - guitare (2017-aujourd'hui)
- Chris Hill - batterie (2016-aujourd'hui)

Anciens membres
- Bailey Stapledon - basse (2017-2019)

## Discographie

### EP
- Adolescence (2018)

### Singles
- "Monstres" (2018)
- "Bulldog" (2018)
- "Space Girl" (2018)
- "Waste My Air" (2018)
- "The Light" (2019)
- "Runaway" (2019)
- "Break the Silence" (2019)
- "Hypnotized" avec Purple Disco Machine (2020)
- "Right Now" (2021)
- "Don't Ask Me to Change" (2021)
- "Golden Nights (it)" (2021)
- "Falene (singolo) (it)" avec Michèle Bravi (2021)
- "In the Dark" avec Purple Disco Machine (2022)
- "We Own The Night" (2022)
- "Paradise" avec Purple Disco Machine (2023)